# Tippeligaen de 1995
A Tippeligaen de 1995 teve como vencedor o Rosenborg, conquistando o campeonato pela quarta vez conscutiva. O vice-campeão foi o Molde, com 15 pontos conquistados a menos.
14 equipes disputaram o torneio em formato de pontos corridos, sendo que a equipe que acumula mais pontos vence e as trê últimas são automaticamente rebaixadas para a segunda divisão. 
O artilheiro do torneio foi Harald Martin Brattbakk, com 26 gols marcados.

## Classificação final
|    |                 | S  | V  | U | T  | +  | -   | P  |
| -- | --------------- | -- | -- | - | -- | -- | --- | -- |
| 1  | Rosenborg       | 26 | 19 | 5 | 2  | 78 | -29 | 62 |
| 2  | Molde           | 26 | 14 | 5 | 7  | 60 | -47 | 47 |
| 3  | Bodø/Glimt      | 26 | 12 | 7 | 7  | 65 | -43 | 43 |
| 4  | Lillestrøm      | 26 | 11 | 8 | 7  | 50 | -36 | 41 |
| 5  | Viking          | 26 | 12 | 4 | 10 | 55 | -42 | 40 |
| 6  | Tromsø          | 26 | 11 | 5 | 10 | 53 | -42 | 38 |
| 7  | Vålerenga       | 26 | 11 | 6 | 9  | 47 | -44 | 37 |
| 8  | Start           | 26 | 11 | 1 | 14 | 51 | -52 | 34 |
| 9  | Stabæk          | 26 | 9  | 6 | 11 | 36 | -40 | 33 |
| 10 | Brann           | 26 | 9  | 5 | 12 | 40 | -50 | 32 |
| 11 | Kongsvinger     | 26 | 7  | 8 | 11 | 37 | -54 | 29 |
| 12 | Hødd            | 26 | 8  | 4 | 14 | 38 | -57 | 28 |
| 13 | Hamarkameratene | 26 | 8  | 3 | 15 | 33 | -66 | 27 |
| 14 | Strindheim      | 26 | 4  | 5 | 17 | 36 | -77 | 17 |